# 広瀬友利子
YURIKO HIROSE（広瀬 友利子：ひろせ ゆりこ）⽇本の⼥性現代美術家。アーティスト名は YURIKO HIROSE。

ニューヨークでアンディ・ウォーホールに会い、⽴体のアート に魅せられていく。現在は東京とニューヨークを拠点に活動中。東京生まれ 幼少時は九州の大地・空から生まれる四季折々の豊かな色彩の自然に満ち溢れた環境で過ごし作品で描かれているビビッド色や土の香りなどの色彩感覚の原点は幼少時代に得た感覚から来ている。アートを通して国・人種・宗教に関係なく普遍性をメッセージ として伝えている。作品のコンセプトは、科学や機械的なものを想像させる近未来的な部分と現代人の根底にある生命力や情熱 = エネルギーを表現するプリミティブな部分を作品の中で融合させる事をコンセプトとしている。
2020年より、アートプロデュース、空間構成、映像タイトル画等の制作活動を進めている。

## 略歴
2019年
New YorkのArt Fair, AD ART SHOWにてデジタル展示 （富士山がテーマ）Artistから5名選出渋谷ストーリームにて展示
2018年
渋谷LOFT Artworks and Artist Goods Exhibition開催
2017年
Artist Goods Exhibition in SEZON ART GALLERY, 表参道、東京
2016年
マイアミ・アートバーゼル・ウィークに作品出展 Miami River Art Fair
AHC Projectsブース　
2007年 - 2015年
家族の介護や自分の病気等で活動を一時停止
2005年
ロンドン、オンライン・エキシビション(www.artoteque.com)ART NOW グローバル・アニュアルにおいてプライズ・オブ・エクセレンス受賞
同オンライン・エキシビションのREAL TIMEにおいてHonorable Award受賞
ロンドン、World for Magazine の”The Best in Art & Creativity”に 選ばれ、ベイサイド・プレス博多埠頭の彫刻がBook Coverになる
2004年
USA. New Jersey州にある、“パーク・パーフォーミング・ センター”にてグループ・エキシビションをする
2003年
ニュー・ヨークのギャラリー・レストラン、ラファイエットにてイエットにて、個展を開催
宮崎県都城市の自治体建造物の前に野外彫刻を制作 2002-2003 ニュー・ヨークのマーマラ・マンハッタン・ギャラリーにて、個展を開催
2001年
全日空、福岡空港のラウンジに、小、中サイズのpaintingsを6点制作
1999年
ロサンゼルスにオフィスあり、海外の建築設計をしているRTKL Associate Inc. のロビーに て個展を開催
1998年
1998年から2001年までレストランのArt works=painting & レリーフを13店舗制作　(札幌、千葉、東京、大津、大阪、札幌、高槻等)
1997年
カリフォルニアのロス・ワトキンス・ギャラリーにて個展を開催
1995年
カリフォルニア、ラグナ・ビーチのFACT CONTEMPORARY ART SPACEにて個展を開催。
1991年
福岡市、ベイサイド・博多埠頭に野外彫刻を制作。
1987年
西武百貨店、元SEED館のエントランスの吹き抜けのArt Worksを1年間担当。4-5mの作品を3作品制作。
ディスプレイ・デザイン・アソシエイツDDA賞。優秀賞と奨励賞を受賞。
1985年
1985年から2004年まで西武百貨店のArt Works (平面、立体) を多数制作 (仙台、東京、川崎、静岡、高槻、等)

## 主な仕事
- 野外彫刻（宮崎県都城市自治体ウェルネス・プラザ前）
- paintings　6点（福岡空港全日空ラウンジ）
- Art works　3D Paintings（札幌、千葉、東京、大津、大阪、高槻等のレストラン13店舗）
- 3D Paintings（カリフォルニア州　Laguna Beach festival of Art　エントランス）
- 野外彫刻「People Born of The Sea. H6m」（福岡県、ベイサイド・プレイス博多埠頭）
- Art Works（西武百貨店旧SEED館エントランス）
- Art Works（東京旧有楽町西武百貨店、仙台、東京、川崎、静岡、高槻等）

## 主な展覧会
- DDA賞、ADC賞（旧有楽町西武百貨店）1985年
- 1st Anniversary DDA奨励賞（西武百貨店旧SEED館）1987年
- DDA優秀賞（西武百貨店旧SEED館）1988年
- PRINT Regional Design Annual（アメリカ）2003年
- ART NOW Prize of Excellent Best in Global art annual（イギリス ロンドン）2005年
- 北京オリンピック公園彫刻　Nomination Award（中国 北京）2006年
- マイアミ・アートバーゼル・ウィークに作品出展。Miami River Art Fair （アメリカ マイアミ）2016年
- Artist Goods Exhibition in SEZON ART GALLERY　(東京 表参道） 2017年
- 渋谷LOFT Artworks and Artist Goods Exhibition開催　(東京 渋谷）2018年
- New YorkのArt Fair, AD ART SHOWにてデジタル展示 作品：Mt. Fuji（アメリカ ニューヨーク）2019年
- 渋谷ストーリームにて展示 作品：Mt. Fuji　(東京 渋谷）2019年

## 主な受賞歴
- DDA賞、ADC賞（旧有楽町西武百貨店）1985年
- 1st Anniversary DDA奨励賞（西武百貨店旧SEED館）1987年
- DDA優秀賞（西武百貨店旧SEED館）1988年
- PRINT Regional Design Annual（アメリカ）2003年
- ART NOW Prize of Excellent Best in Global art annual（ロンドン）2005年
- 北京オリンピック公園彫刻　Nomination Award（中国）2006年